# Rangsan Viwatchaichok
Rangsan Viwatchaichok (en tailandés: รังสรรค์ วิวัฒน์ชัยโชค; rtgs: Rangsan Wiwatchaichok), Bangkok, Tailandia; 22 de enero de 1979) es un futbolista y entrenador de fútbol de Tailandia que juega en las posiciones de defensa y centrocampista, y que actualmente es entrenador del Port FC de la Liga de Tailandia.

## Carrera

### Club
| Periodo   | Club               | Apariciones | Goles |
| --------- | ------------------ | ----------- | ----- |
| 1999–2001 | BEC Tero Sasana    | 45          | 4     |
| 2002      | Krung Thai Bank FC | 8           | 1     |
| 2003      | Tobacco Monopoly   | 12          | 1     |
| 2004      | Krung Thai Bank FC | 16          | 0     |
| 2004–2006 | Bangkok Bank FC    | 58          | 2     |
| 2006–2007 | Geylang United FC  | 63          | 6     |
| 2008–2011 | Buriram United FC  | 103         | 18    |
| 2012–2016 | BEC Tero Sasana    | 112         | 16    |
| 2016–2017 | Suphanburi FC      | 23          | 1     |
| 2022–2023 | Police Tero FC     | 0           | 0     |

### Selección nacional
Jugó para Tailandia en 29 ocasiones de 2004 a 2012 y anotó un gol en la victoria por 4-0 ante Pakistán en un partido amistoso el 18 de julio de 2009 en Nonthaburi. Participó en la Copa Asiática 2004.

### Entrenador
| Periodo   | Club                   |
| --------- | ---------------------- |
| 2015      | BEC Tero Sasana        |
| 2018      | Police Tero FC         |
| 2018–2023 | Police Tero FC         |
| 2023–2025 | Port F.C.              |
| 2025–     | Muangthong United F.C. |

## Logros

### Jugador
- Thai Premier League: 2000, 2002-03, 2003-04, 2008, 2011
- Thai League Cup: 2011, 2014
- Thai FA Cup: 2011

### Individual
- Entrenador del mes de la Thai League 1: octubre 2022